# Trepassey (gemeente)
Trepassey is een gemeente (town) in de Canadese provincie Newfoundland en Labrador. De gemeente is gelegen in het zuidoosten van het eiland Newfoundland.

## Toponymie
De locatie werd in 1505 voor het eerst vermeld op een Portugese kaart als (vertaald) de "rivier van de rozen". De huidige naam dook voor het eerst op een Franse kaart uit 1555 op. Toponymisten vermoeden dat de naam verwijst naar de Baie des Trépassés in Bretagne. Die naam kan vanuit het Frans vertaald worden als "baai van de overledenen".

## Geschiedenis
Op 18 september 1967 werd Trepassey opgericht als een gemeente met het statuut van local improvement district (LID). Het LID werd vernoemd naar het dorp Trepassey, de belangrijkste plaats. Het omvatte echter ook de tot dan toe zelfstandige gemeente Daniel's Point, evenals de plaatsen Lower Coast en Shoal Point en het gebied aan de westzijde van Trepassey Harbour. 
Reeds op 14 oktober 1969 werd Trepassey omgevormd tot een volwaardige town. Bij de eerstvolgende volkstelling in 1971 telde deze nieuwe gemeente 1.443 inwoners. Sinds de ineenstorting van de Noordwest-Atlantische kabeljauwvisserij in 1992 kent het sterk op visserij gerichte Trepassey een onophoudelijke, sterk dalende demografische trend. Tussen 1991 en 2021 daalde de bevolkingsomvang met 970 personen, ofwel -70,5% in dertig jaar tijd.

## Geografie
De gemeente Trepassey is gelegen in het uiterste zuiden van Avalon, het grote zuidoostelijke schiereiland van Newfoundland. Het grondgebied van de gemeente strekt zich uit over het land aan de noordwestelijke oevers van de naar de plaats vernoemde Trepassey Bay. Het bijna 5 km lange naar het zuiden toe lopende schiereiland Powles zorgt ervoor dat de natuurlijke haven van Trepassey zeer goed beschermd is.
De meeste bebouwing van de gemeente ligt aan de oostzijde van Trepassey Harbour, waaronder de dorpskern van Trepassey en het gehucht Lower Coast. Lower Coast – ook wel Lower Coasts of Trepassey Lower Coasts genoemd – is het deel van Trepassey dat in het noorden van Powles ligt en door de landengte ervan van Trepassey-centrum gescheiden wordt. Aan de noordzijde van Trepassey Harbour liggen ook nog de tot de gemeente behorende plaatsen Daniel's Point en Shoal Point.
De plaats is bereikbaar via Route 10, de provinciale weg die het zuiden van Avalon verbindt met de provinciehoofdstad St. John's.
| Nabijgelegen plaatsen                       | Nabijgelegen plaatsen | Nabijgelegen plaatsen | Nabijgelegen plaatsen | Nabijgelegen plaatsen      |
| ------------------------------------------- | --------------------- | --------------------- | --------------------- | -------------------------- |
| St. Vincent's (21 km)                       |                       |                       |                       |                            |
|                                             |                       |                       |                       |                            |
| St. Stephen's (19 km) Peter's River (19 km) | Biscay Bay (5 km)     |                       |                       |                            |
|                                             |                       |                       |                       |                            |
|                                             |                       |                       |                       | Portugal Cove South (8 km) |

## Demografie
Onderstaande grafiek geeft de demografische ontwikkeling van Trepassey weer sinds de oprichting van de gemeente in 1967.
- Bron: Statistics Canada (1971–1986[3], 1991–1996[6], 2001–2006[7], 2011–2016[8], 2021[9])

### Taal
In 2016 hadden alle inwoners van Trepassey het Engels als moedertaal. Onder hen waren er tien personen die het Frans machtig waren (2,1%).

## Gezondheidszorg
Gezondheidszorg wordt in de gemeente aangeboden door de Nurse Abernathy Clinic, die gelegen is aan Main Road in Trepassey-centrum. Deze lokale zorginstelling valt onder de bevoegdheid van de Newfoundland and Labrador Health Services (als opvolger van de gezondheidsautoriteit Eastern Health) en biedt de inwoners van Trepassey en omgeving alledaagse eerstelijnszorg aan.

## Galerij

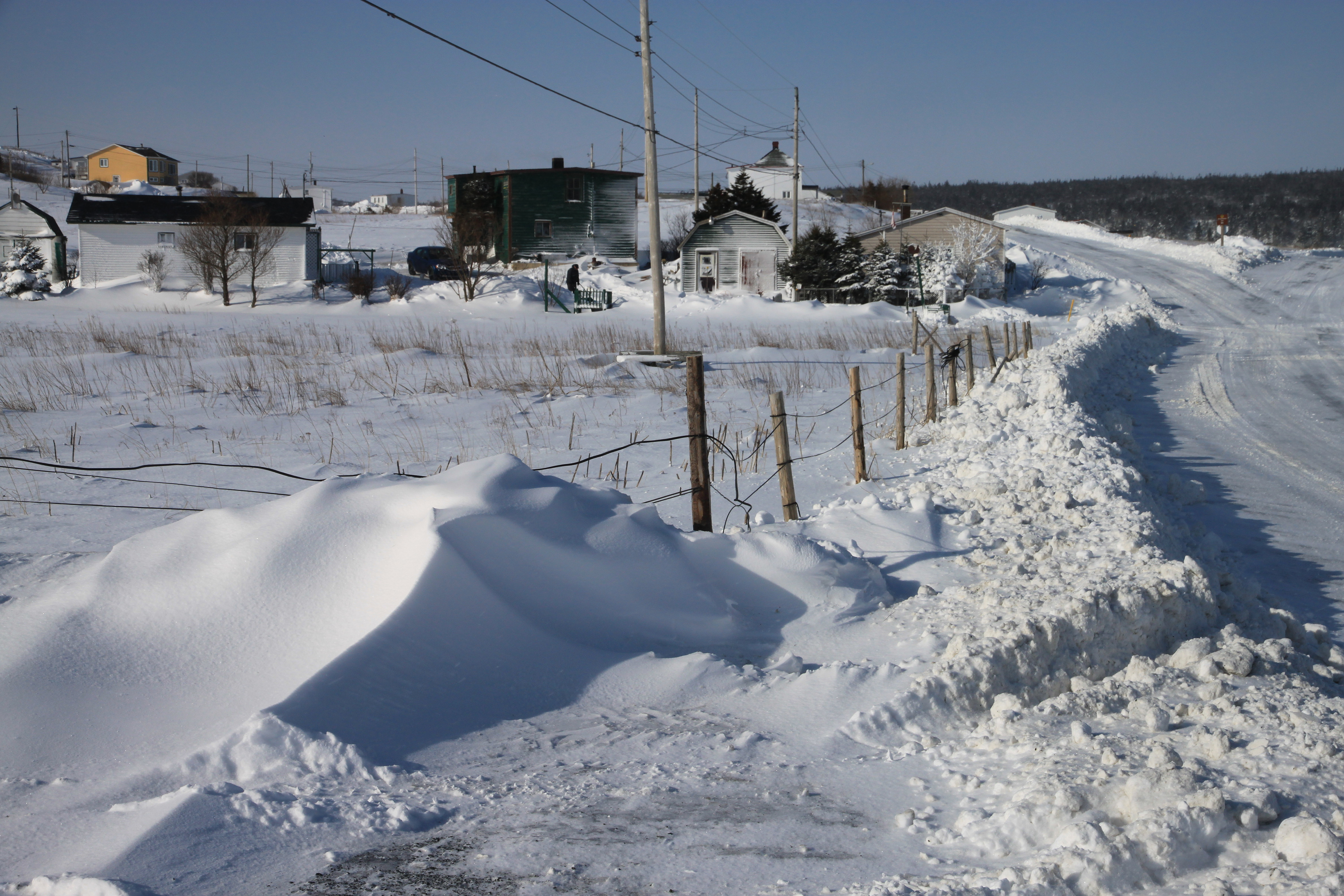
Winters beeld van de zuidrand van Trepassey
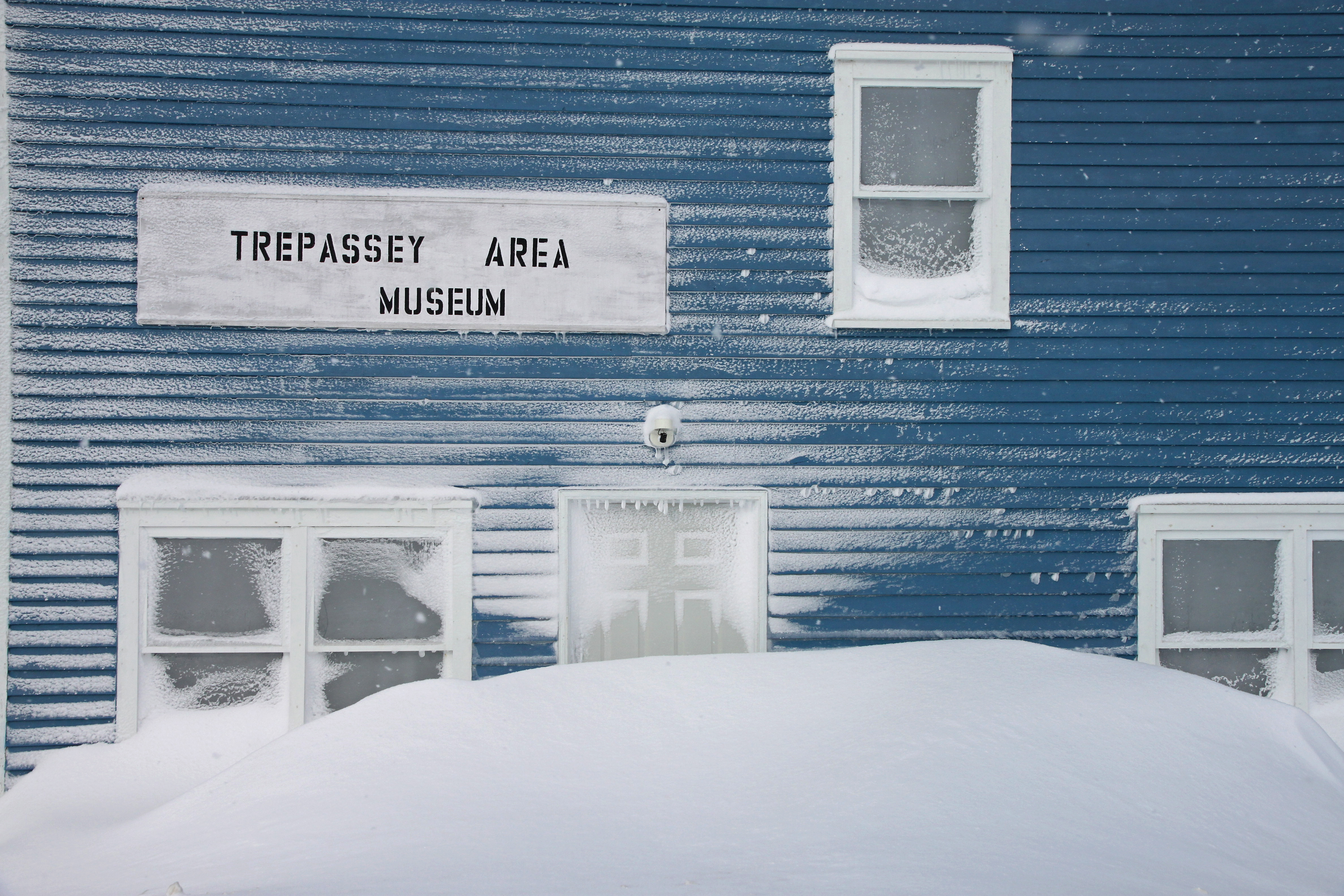
Voorgevel van het gemeentelijk museum
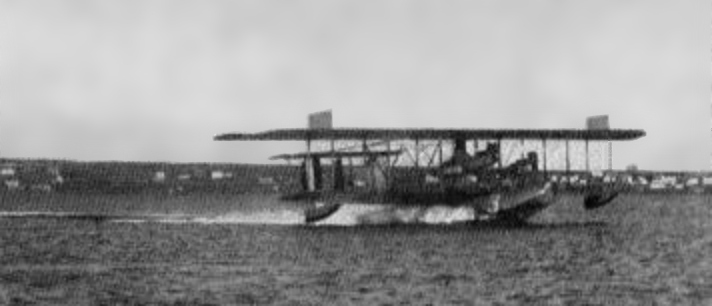
De NC-3 vertrekt vanaf Trepassey Bay (1919)